# Eelco van Kleffens

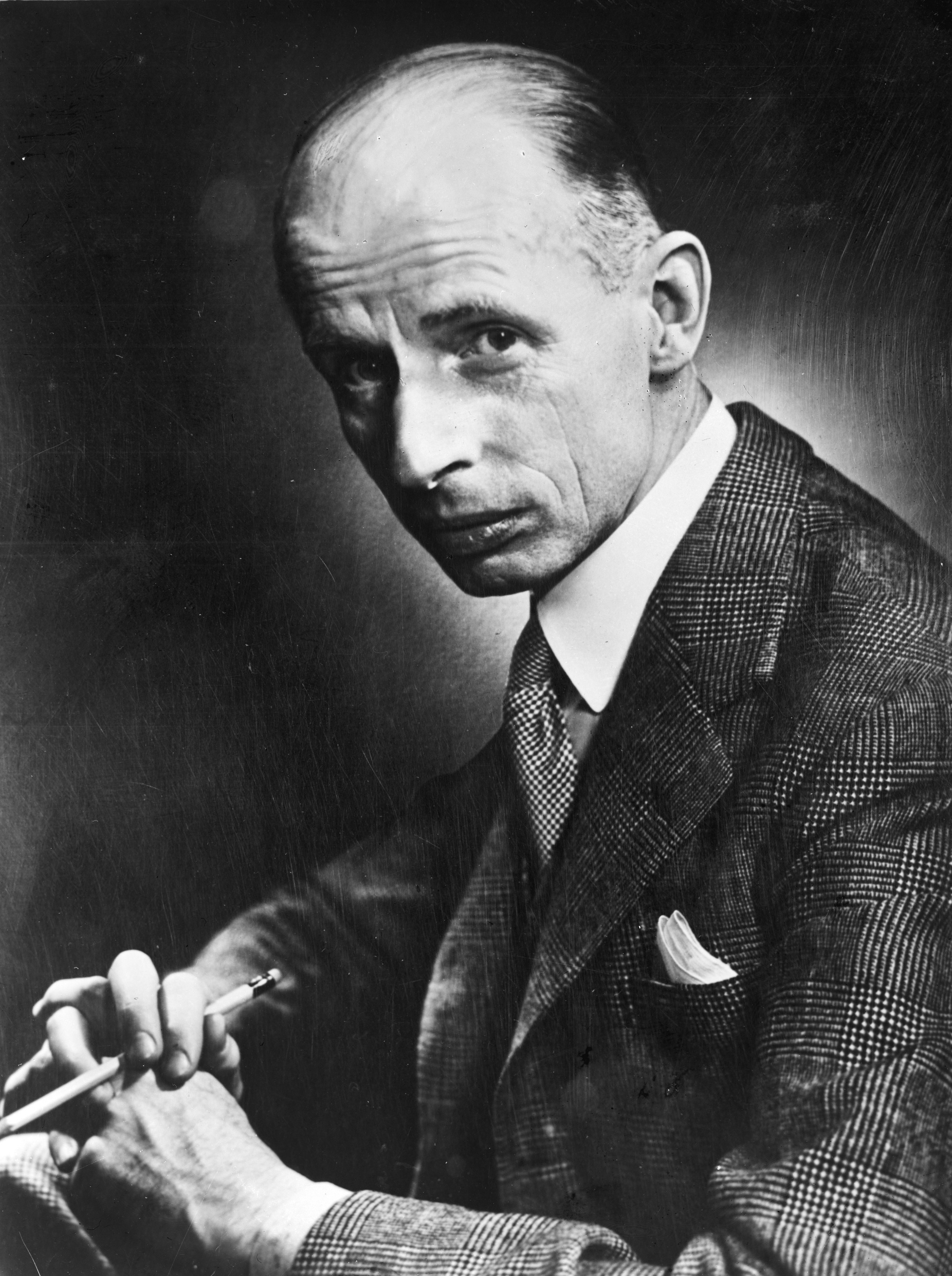
Eelco van Kleffens, 1945

Eelco Nicolaas van Kleffens (* 17. November 1894 in Heerenveen; † 17. Juni 1983 in Almocageme bei Sintra, Portugal) war der (parteilose) Außenminister der Niederlande vom 10. August 1939 bis zum 1. März 1946.
Kleffens arbeitete beim Völkerbund und trat 1922 in den niederländischen Auswärtigen Dienst ein. Am 10. August 1939 endete die Ära Colijn (Hendrikus Colijn war fünfmal Ministerpräsident gewesen); neuer Ministerpräsident wurde Dirk Jan de Geer. De Geer berief Eelco van Kleffens als Außenminister in sein Kabinett; er hatte dieses Amt bis zum 1. März 1946 inne. Am 10. Mai 1940 griff die deutsche Wehrmacht die Benelux-Staaten an; die Regierung und Königin Wilhelmina flohen nach London, als die Niederlage unabwendbar war.
Während seiner Zeit als Außenminister unterstützte er die Alliierten und realisierte die Aufnahme diplomatischer Beziehungen zur Sowjetunion und zum Vatikan. Er machte sich stark für eine geplante Annexion großer deutscher Gebiete und hätte auch eine Massenvertreibung von Deutschen in Kauf genommen.
Nach dem Krieg wurde er 1946 Minister ohne Geschäftsbereich; 1947 wurde er zum niederländischen Botschafter in den USA ernannt. Gleichzeitig war er Vertreter der Niederlande bei den Vereinten Nationen, sowie Präsident der 9. UN-Generalversammlung (1954/1955). 1950 wurde ihm die Ehrenposition eines Staatsministers gegeben. Die Amerikanische Gesellschaft für internationales Recht ernannte ihn 1956 zu ihrem Ehrenmitglied. Er übernahm später mehrere Botschafterposten in Portugal (bis 1956), bei der NATO und der OECD (bis 1958) sowie bei der EGKS (bis 1967).
Nach seiner Pensionierung 1967 zog van Kleffens nach Colares an der portugiesischen Atlantikküste, wo er 1983 starb. Er war seit dem 4. April 1935 mit Margaret Helen Horstmann (1912–1993) verheiratet.
Die Ehe war kinderlos.